# Земмама, Меруан
Меруа́н Земмама́ (араб. مروان زمامة‎; 7 октября 1983, Сале, Марокко) — марокканский футболист, атакующий полузащитник. В настоящее время находится без клуба.

## Клубная карьера

### Начало карьеры
Свою профессиональную карьеру Меруан начинал в местном клубе «Шабаб Табрикет», а в 18 лет перебрался в один из сильнейших марокканских клубов — «Раджа Касабланка», где провёл пять лет. В сезоне 2003/04 Земмама выступал на правах аренды в катарском клубе «Катар СК».

### «Хиберниан»
В августе 2006 года Меруан перешёл в шотландский «Хиберниан». Трансфер прошёл со скандалом: руководство «Раджа Касабланка» заявило, что сделка была незаконной, поскольку Земмама имел действующий контракт до 2009 года. Владелец «Хибс» Род Петри данные утверждения опровергал. 30 августа 2006 года Федерация футбола Марокко заявила, что на время расследования Земмама будет дисквалифицирован. Однако ФИФА постановила, что игрок может продолжать выступления за «Хиберниан» в ходе расследования, а дисквалификация Марокко не имеет силы вне страны. Позднее ФИФА заявила, что основные подозрения марокканской стороны — подделка трансферных сертификатов — это уголовное преступление, и поэтому они закрывают свои расследования в ожидании запросов со стороны правоохранительных органов Марокко.
12 августа 2006 года Земмама дебютировал в шотландской команде в игре с «Инвернессом». Действуя как плеймекер, Земмама быстро стал одним из лидером команды и получил лестные отзывы главного тренера Тони Моубрея. 15 октября 2006 года марокканец открыл счёт своим голам за «Хиберниан», поразив в эдинбургском дерби ворота «Харт оф Мидлотиан» (2:2). Несмотря на два месяца, пропущенные в том сезоне из-за травмы, Земмама сыграл значимую роль в завоевании «Хибернианом» Кубка шотландской лиги 2006/07.
В сентябре 2008 года Земмама отправился в аренду в клуб «Аль-Шааб» из ОАЭ из-за личных проблем — его беременной жене запретили въезд в Великобританию, поскольку на тот момент ей было лишь 17 лет. Руководство «Хибс» пошло навстречу футболисту, отпустив в клуб, где он сможет быть рядом со своей женой до того, как ей исполнится 18 лет. Однако когда Меруан переехал в «Аль-Шааб», правительство Великобритании увеличило возраст иностранных граждан, въезжающих в пределы страны, до 21 года.
Футболист вернулся в «Хиберниан» летом 2009 года в надежде, что его жене и маленькому сыну будет позволено жить в Эдинбурге, и вскоре благодаря клубу визовые проблемы были решены. После возвращения из ОАЭ Меруан снова смог стать ключевым игроком «Хибс», однако его преследовали постоянные травмы. 27 марта 2010 года в игре с «Фалкирком» Земмама получил разрыв крестообразных связок колена и выбыл из строя на 9 месяцев, вернувшись на поле только в декабре 2010 года.

### «Мидлсбро»
31 января 2011 года Земмама подписал контракт с «Мидлсбро» сроком на 2,5 года, где снова стал играть под руководством Тони Моубрея. Марокканец дебютировал за «речников» 12 февраля в матче против «Суонси Сити» (3:4), выйдя на замену во втором тайме вместо Скотта Макдональда, а уже через неделю во встрече с «Миллуоллом» Меруан отметился двумя голевыми передачами и помог своей команде одержать победу — 3:2. Первый гол за «Мидлсбро» Земмама забил 8 марта 2011 года в победной игре с «Дерби Каунти» (2:1).
20 сентября 2011 года в матче Кубка Лиги против «Кристал Пэлас» Меруан забил свой второй мяч за «Боро», однако его команда проиграла — 1:2. 21 апреля 2012 года в матче 45-го тура Чемпионшипа Земмама ударом со штрафного принес «Боро» волевую победу над одним из лидеров чемпионата «Саутгемптоном» (2:1), что позволило «речникам» продолжить борьбу за место в зоне плей-офф. Через неделю в ряде английских СМИ появилась информация, что Земмама близок к уходу из «Мидлсбро» и отказался ехать на последнюю игру сезона в Уотфорд, выразив недовольство тем, что Тони Моубрей оставит его на скамейке запасных. В июне главный тренер «Боро» официально заявил, что между ним и игроком нет никаких разногласий и все претензии, которые футболист имел к нему, остались позади.
25 августа 2012 года в игре против «Кристал Пэлас» Земмама впервые в сезоне 2012/13 появился в стартовом составе «Боро» и вновь подтвердил репутацию мастера стандартных положений — его результативный удар со штрафного на 52-й минуте стал победным (2:1). 5 января 2013 года Земмама оформил дубль в матче 3-го раунда Кубка Англии против «Гастингс Юнайтед», снова оба раза отличившись после дальних ударов.
1 июля 2013 года контракт марокканца с «Мидлсбро» был расторгнут по обоюдному согласию.

## Сборная
Земмама представлял Марокко на Летних Олимпийских играх 2004 в Афинах, где сыграл в одном матче, выйдя на замену в победной игре против сборной Ирака (2:1). После скандального перехода в «Хиберниан» Федерация футбола Марокко запретила игроку выступать за сборную. В 2008 году конфликт был улажен и футболист был вызван на отборочные матчи к ЧМ 2010. 11 октября 2008 года Земмама вернулся в состав сборной в игре с командой Мавритании, выйдя на поле во втором тайме и спустя минуту отметившись забитым мячом.

## Достижения
- Победитель Кубка Конфедерации КАФ: 2003
- Победитель Арабской Лиги чемпионов: 2005/2006
- Победитель Кубка Шотландской лиги: 2006/07